# Magnus Fries

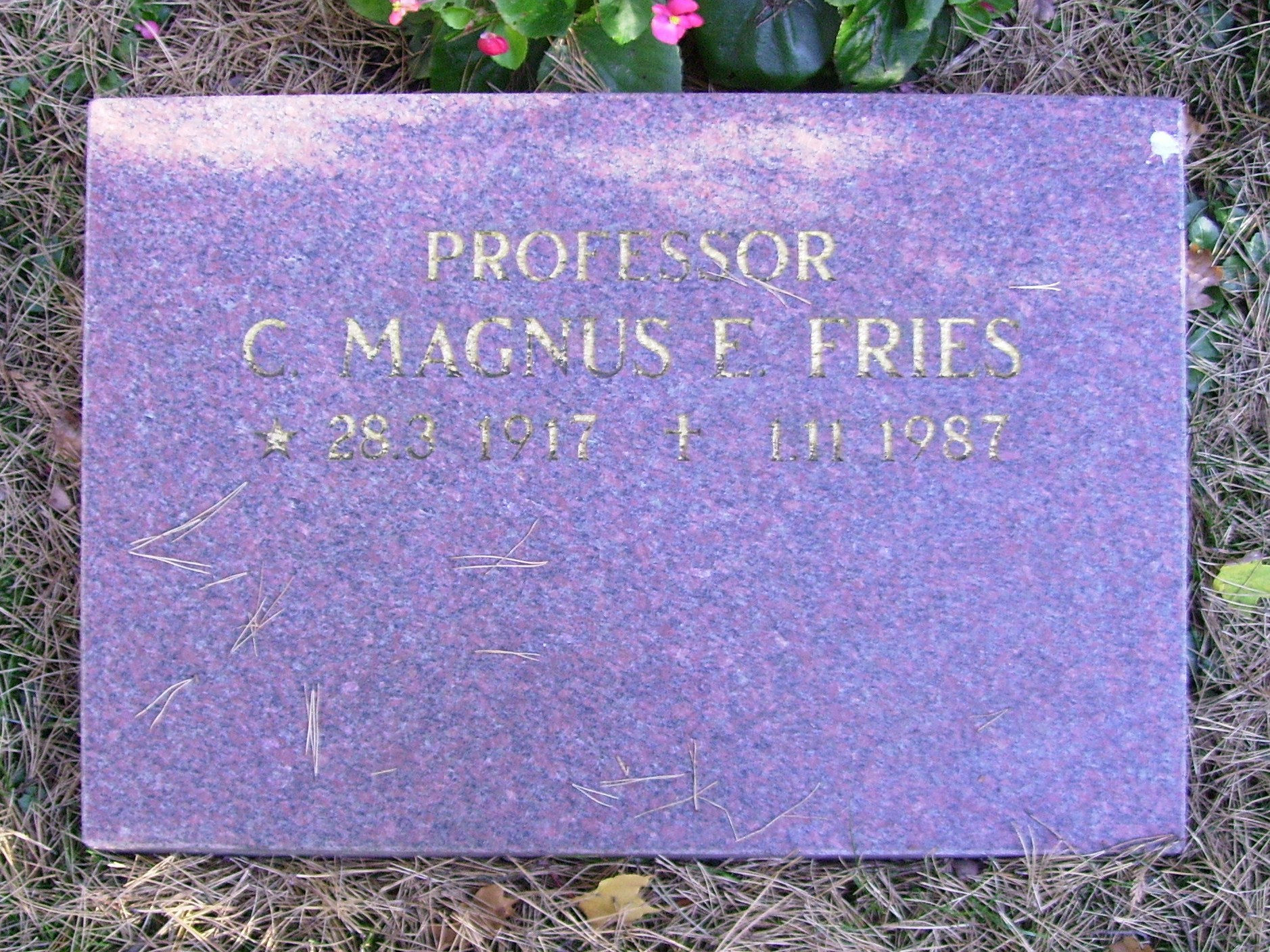
C. Magnus Fries gravvård på Norra begravningsplatsen i Solna kommun.

Carl Magnus Elias Fries, född 28 mars 1917 i Engelbrekts församling i Stockholm, död 1 november 1987 i Danderyd, var en svensk botanist, professor, ordförande i Svenska Linnésällskapet åren 1980–1985.
Fries var docent i växtbiologi vid Uppsala universitet 1951–1963 och blev 1963 laborator i skoglig nordlig växtgeografi vid Skogshögskolan. Han blev biträdande professor vid Naturhistoriska riksmuseets sektion för fanerogambotanik 1978, och professor där 1979. 
Magnus Fries var son till botanisten Robert Elias Fries (1876-1966) och sonson till botanisten Thore Magnus Fries (1832-1913).

## Skrifter i urval
- Fries, M. (1951). Pollenanalytiska vittnesbörd om senkvartär vegetationsutveckling, särskilt skogshistoria, i nordvästra Götaland: Pollenanalytische Zeugnisse der spätquartären Vegetationsentwicklung, hauptsächlich der Waldgeschichte, im nordwestlichen Götaland (Südschweden). Diss. Uppsala : Univ.. Uppsala.
- Fries, M. (1958). Vegetationsutveckling och odlingshistoria i Varnhemstrakten: en pollenanalytisk undersökning i Västergötland = Vegetationsentwicklung und Siedlungsgeschichte im Gebiet von Varnhem : eine pollenanalytische Untersuchung aus Västergötland (Südschweden). Uppsala: Almqvist & Wiksell.

## Källförteckning

### Fotnoter
1. ↑  Fries, CARL MAGNUS ELIAS, Svenskagravar.se, läs online, läst: 29 december 2024.[källa från Wikidata]
2. ↑  Vem är Vem?.[källa från Wikidata]
3. ↑  Vem är det 1969